# Runn
Runn est un lac suédois situé en Dalécarlie, entre les villes de Falun et Borlänge. C'est le deuxième plus grand lac de Dalécarlie après le lac Siljan avec une superficie de 64 km2. La surface est située à une altitude de 107 m, et le lac a une profondeur maximale de 27 m. Il est alimenté par la rivière Svärdsjövattendraget et Faluån, cette dernière arrosant la ville minière de Falun. Son émissaire est la Lillälven, signifiant petite rivière, ce qui est due au fait qu'elle est très courte, se jetant très rapidement dans le Dalälven.